# Paryphoconus batesi
Paryphoconus batesi är en tvåvingeart som beskrevs av Lane 1961. Paryphoconus batesi ingår i släktet Paryphoconus och familjen svidknott. Inga underarter finns listade i Catalogue of Life.